# Anton Orel (Soziologe)
Anton Orel (geboren am 17. September 1881 in Wien, Österreich-Ungarn; gestorben am 11. Juli 1959 ebenda) war ein österreichischer katholischer Soziologe, Geschichtsphilosoph und Antisemit.

## Leben
Anton Orel wurde als ältester Sohn eines k.u.k Militärarztes geboren; der spätere Musikwissenschaftler Alfred Orel war einer seiner Brüder. Aufgrund einer dienstlichen Versetzung des Vaters besuchte Anton Orel zuerst das Gymnasium in Olmütz, dann das Jesuitengymnasium in Kalksburg, wo er 1899 maturierte. Er begann in Wien zu studierten, trat der Hochschulverbindung Norica und einer Studentenkongregation in der Universitätskirche bei. Auch pflegte er freundschaftliche Beziehungen mit dem slowenischen Studentenverein Danica. Durch seine zahlreichen Kontakte lernte er einige Persönlichkeiten der aufsteigenden Christlichsozialen Partei (CS) kennen, sowie den späteren italienischen Ministerpräsidenten Alcide De Gasperi und den späteren ungarischen Ministerpräsidenten Karl Huszár.
Ideologisch stark beeinflusst von den Schriften des katholischen Sozialreformers Karl von Vogelsang, in dessen Nachfolge er sich sah und in dessen Wiener Verlag er Lieder von Joseph von Eichendorff und Diehl mit Gitarrenbegleitung herausgab, gründete Orel 1904 oder 1905 den christlichen „Bund der Arbeiterjugend Österreichs“. Als praktisches Vorbild diente ihm die Jugendbewegung Sillon von Marc Sangnier. Ein Mitglied im Bund war der religiöse Sozialist Otto Bauer. Orel konnte mit dem Bund Verbesserungen für seine Mitglieder erreichen, etwa 1907 im niederösterreichischen Landtag beschlossene Verbesserungen im Gewerbeschulunterricht. Als diese 1909 wieder rückgängig gemacht werden sollten, kam es zum Bruch Orels mit der CS. Durch den Tod von Kardinal-Erzbischof Nagl 1913 und Papst Pius X. 1914 verlor Orel einflussreiche Unterstützer aus dem Klerus. Eine Mitarbeiterin und Sponsorin seiner Pressearbeit fand er dafür in Marie Henriette Chotek. 1913 gründete Orel die „Verbündete katholische Jugend Österreichs“, in der Jugendverbände aller Sprachen der Habsburgermonarchie vereinigt werden sollten, was aber durch den Ausbruch des Ersten Weltkriegs verhindert wurde. Bei Kriegsausbruch zählte die Orel-Bewegung 171 deutschsprachige Vereine mit knapp 6.000 Mitgliedern, die mit tschechischen Jugendverbänden mit über 25.000 Mitgliedern vereinigt waren.
Nach dem Krieg und Zusammenbruch der Habsburgermonarchie gründete Orel am 16. November 1918 die Deutschösterreichische Volkspartei. Die Partei forderte eine Neuordnung der Gesellschaft nach dem Vorbild der mittelalterlichen Ständeordnung. Sie blieb allerdings politisch erfolglos und löste sich 1922 auf. Orel gründete zur Propagierung seiner Ideen den Karl-Vogelsang-Bund und trat wieder der CS bei, die ihn 1923 bis 1925 in den Wiener Gemeinderat entsandte. Wegen seines Antikapitalismus hatte er aber wiederholt Konflikte mit der Partei und bereits im Oktober 1924 wurde er aufgrund seiner Abweichungen von der Parteilinie wieder aus der CS ausgeschlossen. Der Verlust des Mandats bedeutete für Orel das Ende seiner Beteiligung an der aktiven Politik.
Orel wandte sich nun der Arbeit an seinem großen Werk Oeconomia perennis zu. Darin versuchte er, eine durchlaufende antikapitalistische Tradition der katholischen Kirche herauszuarbeiten und ein bis in die Gegenwart gültiges kirchliches Verbot des Kapitalzines zu belegen. Daneben gab er von 1924 bis 1936 die Zeitschrift Das Neue Volk heraus. Nachdem er bei der „Katholisch-Sozialen Tagung“ 1929 durch die Diskussionsleitung daran gehindert worden war, dort seine Ansichten zu vertreten, gründete er die „Studienrunde katholischer Soziologen“, die bis März 1938 bestehen sollte und in der sich namhafte Wissenschaftler engagierten. Oeconomia perennis erschien ohne kirchliches Imprimatur, was ihm 1931 eine öffentliche Rüge der Österreichischen Bischofskonferenz einbrachte, die das Werk zum „verbotenen Buch“ erklärte.
Ab 1934 kritisierte Orel den im Aufbau befindlichen christlichen „Ständestaat“, er warf der Regierung vor, den „wahren Ständegedanken“ zu missbrauchen. Vergeblich versuchte er eine „katholisch-österreichisch-soziale Bewegung“ ins Leben zu rufen, um den von ihm kritisierten Missständen entgegenzutreten. Als er im April 1936 als Reaktion auf den Phönix-Skandal in Das Neue Volk eine radikale Säuberung des öffentlichen Lebens verlangte, wurde die Zeitschrift von der Regierung verboten.
In der Zeit des Nationalsozialismus in Österreich war er 1943 aus politischen Gründen inhaftiert und unter Beschuldigung der „Neugründung einer verbotenen Partei“ zu zwei Jahren Festungshaft verurteilt. Aus gesundheitlichen Gründen wurde er 1944 freigelassen und die Haft bis zur Gesundung ausgesetzt.
Nach der Wiedererrichtung der Republik versuchte Orel erneut, seinen Ideen zum Durchbruch zu verhelfen, jedoch ohne Erfolg. Seine letzten Lebensjahre waren von Krankheit und finanziellen Sorgen geprägt. Die Rechte an seinen Werken übertrug er einem Kuratorium mit dem Auftrag, seine Bücher und Ideen weiterzuverbreiten. Aus dem Kuratorium ging die Anton-Orel-Gesellschaft hervor.
Orel übte Kritik an der modernen Gesellschaft und am Kapitalismus. Er vertrat einen kruden Antisemitismus und bekämpfte den seiner Ansicht nach „weltherrschaftslüsternen Judaismus“. Als Rassenantisemit warnte er vor einem vermeintlich mit Erbkrankheiten belasteten jüdischen Blut. 1928 wärmte er mit einer Schrift die Ritualmordlegende auf. Die Protokolle der Weisen von Zion propagierte er als eine erhellende Schrift. Orel veröffentlichte in den 1930er Jahren mehrere Schriften zu den Opern Richard Wagners, den er als „deutschen Propheten“ bezeichnete.
Die Wiener Katholische Akademie feierte Orel noch 1981 als Wegbereiter christlicher Sozial- und Kulturreform. Er wurde am Döblinger Friedhof bestattet. Das Grab ist bereits aufgelassen.

## Schriften (Auswahl)
- Der Alkoholismus : Einführung in ein soziales Problem.  Verlag der Kinderfreund-Anstalt, Innsbruck 1908.
- Kapitalismus, Bodenreform und christlicher Sozialismus. 1909.
- Judaismus, Kapitalismus, Sozialdemokratie. Karl Vogelsang, Wien 1912.
- Leos XIII. soziales Werk. 1913.
- Das Grundproblem der Kultur. 2 Bände, 1919 (unter dem Pseudonym Johannes Aquila).
- Handbuch der christlichen Gesellschaftslehre. 1920.
- Der judaistische Weltkrieg und das Kulturprogramm der Volkspartei : Rede. Vogelsang, Wien 1920.
- Judaismus oder deutsche Romantik? : Rede über d. Kampf d. Judentums gegen d. christlich-deutsche Kultur, geh. auf d. „Tagung deutscher Antisemiten Österreich-Ungarns u. d. Deutschen Reiches“ zu Wien am 13. März 1921. Vogelsang, Wien 1921.
- Das Verfassungsmachwerk der „Republik Österreich“ von der Warte der immerwährenden Philosophie aus und im Lichte der Idee, Natur und Geschichte Österreichs geprüft und verworfen. Vogelsang, Wien 1921.
- Vogelsangs Leben und Lehren. Seine Gesellschafts- und Wirtschaftslehre. Vogelsang, Wien 1922/23.
- Revision der modernen Wirtschaftsauffassung : Eine gemeinverständliche Philosophie und Geistesgeschichte der Wirtschaft und ihrer Beziehungen zu Religion, Recht und Gesellschaft, insbesondere zu den sozialen Fragen. 5 Bände. Matthias-Grünewald, Mainz.
- Wilhelm Emmanuel Ketteler, ein Führer zu neuem Leben. 2 Bände. Vogelsang, Wien 1927.
- Gibt es jüdische Ritualmorde? Eine Sichtg u. Erklärg d. geschichtl. Materials ; Die Prozesse von Trient, Damaskus, Tisza-Eßlár u. Polna. Vogelsang, Wien 1928.
- Oeconomia perennis : Die Wirtschaftslehre der Menschheitsüberlieferung im Wandel der Zeiten und in ihrer unwandelbaren Bedeutung. In 3 Bänden. Geleitbrief: Alois Wiesinger. Matthias-Grünewald, Mainz 1930.
- Das Weltantlitz : Eine gemeinverst. Natur-, Kultur-, Religions- u. Geschichtsphilosophie. Mit 42 Bildern von Josef von Führich. Matthias-Grünewald, Mainz 1933.
- Wahre Ständeordnung : Ihr Geist, Wesen, Wirken ; Grundsätzlich-Praktische Klarstellungen. Moser, Graz 1934
- Judaismus, der weltgeschichtliche Gegensatz zum Christentum. Moser, Graz 1934